# Scraptia africana
Scraptia africana es una especie de coleóptero de la familia Scraptiidae.

## Distribución geográfica
Habita en el este de  África.